# Alfabet occità
L'alfabet occità és una varietat de l'alfabet llatí.

## Llista i ordre de les lletres
Segons la norma clàssica occitana (en curs d'estudi al Conselh de la Lenga Occitana), l'alfabet occità té 23 lletres dins l'ordre següent:
A B C D E F G H I J (K) L M N O P Q R S T U V (W) X (Y) Z
Les lletres K, W i Y es considera que són forasteres i només s'empren en mots d'origen foraster, no gaire adaptats a l'occità, com ara whisky, watt, Kenya. Amb tot s'insereixen dins l'ordre alfabètic internacional.

## Noms de les lletres
Els noms de les lletres són:
| Lletra | Nom: ortografia                   | Nom: fonètica (pronúncia estàndard mitjana, per defecte) | Nom: fonètica (altres pronúncies regionals, indicades si són diferents)                                   |
| ------ | --------------------------------- | -------------------------------------------------------- | --- |
| A a    | a                                 | [ˈa]                                                     | |
| B b    | be, be (n)auta                    | [ˈbe, ˈbe ˈ(n)awto̞ ]                                     | alv. [ˈbə, ˈbə ˈ(n)awto̞ ], niç. va. [ˈbe, ˈbe ˈ(n)awta]                                                   |
| C c    | ce                                | [ˈse]                                                    | alv. [ˈsə]                                                                                                |
| D d    | de                                | [ˈde]                                                    | alv. [ˈdə]                                                                                                |
| E e    | e                                 | [ˈe]                                                     | alv. [ˈə]                                                                                                 |
| F f    | èfa                               | [ˈɛfo̞ ]                                                  | alv. llem. [ˈefo̞ ], niç. va. [ˈɛfa]                                                                       |
| G g    | ge                                | [ˈdʒe]                                                   | alv. [ˈdzə], llem. [ˈdze], gas. [ˈʒe]                                                                     |
| H h    | acha                              | [ˈatʃo̞ ]                                                 | alv. llem. [ˈatso̞ ], niç. va. [ˈatʃa]                                                                     |
| I i    | i                                 | [ˈi]                                                     | |
| J j    | ji                                | [ˈdʒi]                                                   | llem. [ˈdzi]                                                                                              |
| (K k)  | ca                                | [ˈka]                                                    | |
| L l    | èla                               | [ˈɛlo̞ ]                                                  | alv. llem. [ˈelo̞ ], niç. va. [ˈɛla]                                                                       |
| M m    | èma                               | [ˈɛmo̞ ]                                                  | alv. llem. [ˈemo̞ ], niç. va. [ˈɛma]                                                                       |
| N n    | èna                               | [ˈɛno̞ ]                                                  | alv. llem. [ˈeno̞ ], niç. va. [ˈɛna]                                                                       |
| O o    | o (ò)                             | [ˈu (ˈɔ)]                                                | |
| P p    | pe                                | [ˈpe]                                                    | alv. [ˈpə]                                                                                                |
| Q q    | cu                                | [ˈky]                                                    | alv. [ˈkjy]                                                                                               |
| R r    | èrra                              | [ˈɛrro̞ ]                                                 | alv. llem. [ˈero̞ ], niç. [ˈɛʀa], va. [ˈɛra], pro. [ˈɛʀo̞ ]                                                 |
| S s    | èssa                              | [ˈɛso̞ ]                                                  | alv. llem. [ˈeso̞ ], niç. va. [ˈɛsa]                                                                       |
| T t    | te                                | [ˈte]                                                    | alv. [ˈtə]                                                                                                |
| U u    | u                                 | [ˈy]                                                     | |
| V v    | ve, ve bassa (gas. ve, ve baisha) | [ˈbe, ˈbe ˈβaso̞ ]                                        | alv. [ˈvə, ˈvə ˈbaso̞ ], llem. pro. [ˈve, ˈve ˈbaso̞ ], niç. va. [ˈve, ˈve ˈbasa] gas. [ˈbe, ˈbe ˈβaʃo̞ ]    |
| (W w)  | ve dobla                          | [ˈbe ˈðuplo̞ ]                                            | alv. [ˈvə, ˈvə ˈdublɔ], llem. pro. [ˈve, ˈve ˈdublo̞ ], niç. va. [ˈve, ˈve ˈdubla] gas. [ˈbe, ˈbe ðuˈβlo̞ ] |
| X x    | ixa                               | [ˈitso̞ ]                                                 | alv. llem. pro. gas. [ˈikso̞ ], niç. va. [ˈiksa]                                                           |
| (Y y)  | i grèga                           | [ˈi ˈɣrɛɣo̞ ]                                             | alv. llem. [ˈi ˈgrego̞ ], pro. [ˈi ˈgrɛgo̞ ], niç. va. [ˈi ˈgrɛga]                                          |
| Z z    | izèda                             | [iˈzɛðo̞ ]                                                | alv. llem. [iˈzedo̞ ], pro. [iˈzɛdo̞ ], niç. va. [iˈzɛda]                                                   |

Els noms de les lletres són femenins: una èfa, una ce, la te. Eventualment, també, poden ésser masculins: un èfa, un ce, lo te. En aquest cas, els noms femenins be nauta (B), ve bassa (V), ve dobla (W) i i grèga (Y) esdevenen al masculí be naut, be bas, ve doble i i grèc.
L'elisió és freqüent davant d'un nom de lletra que comença per una vocal, segons l'ús atestat per Frederic Mistral en Lou Tresor dóu Felibrige: l'èfa, l'i (més clàssic que la èfa, la i).

## Signes diacrítics
- Remarca — Per una explica més detallada dels signes diacrítics, vegeu: pronúncia de l'occità.

Qualques signes diacrítics serveixen per modificar o precisar la pronúncia de les lletres de l'alfabet occità.
- L'accent greu (accent grèu) (_̀) es pot trobar sobre à, è, ò.
- L'accent agut (_́) es pot trobar sobre á, é, ó, í, ú.
- La dièresi (lo trèma) (¨) es pot trobar sobre ï, ü.
- La cedilla (cedilha) (¸) es pot trobar sota la ç trencada.
- El punt volat (ponch interior o en gascó punt interior) (·) es pot trobar entre les consonants següents: n·h i s·h. S'utilitza en gascó.

Bé cal notar que els signes diacrítics són obligatoris sobre les majúscules tal com sobre les minúscules. Aquesta regla ajuda a precisar la lectura: Índia, Àustria, Sant Çubran, FÒRÇA, SOÏSSA, IN·HÈRN (i no pas India*, Austria*, Sant Cubran*, FORCA*, SOISSA*, INHERN* ).